# April 2013
Dit artikel geeft een chronologisch overzicht van de belangrijkste gebeurtenissen per dag van de maand april in het jaar 2013.

## Gebeurtenissen

### 1 april
- Door het vervallen van het staatsmonopolie kunnen in Myanmar voor het eerst in 50 jaar opnieuw kranten gekocht worden die niet door de staat worden gecontroleerd. Sinds 1964 was er geen vrije pers.
- Een zelfmoordaanslag bij de hoofdzetel van de politie in de Iraakse stad Tikrit kost het leven aan minstens zeven mensen.
- De Chinese overheid meldt dat er een nieuwe variant van het vogelgriepvirus is uitgebroken. De eerste besmettingen gebeurden al in februari. De variant is geïdentificeerd als H7N9, waar nog geen vaccins voor bestaan.
- Iets minder dan vijfhonderd studenten van de Al-Azhar-universiteit in de Egyptische hoofdstad Caïro belanden in het ziekenhuis met tekenen van voedselvergiftiging na het eten van een maaltijd op de campus.

### 2 april
- De Algemene Vergadering van de Verenigde Naties stemt in met een verdrag voor de regulering van de internationale wapenhandel. Het verdrag stipuleert dat lidstaten geen wapens mogen uitvoeren die ingaan tegen wapenembargo's of die zouden kunnen gebruikt worden voor terrorisme of genocide.
- In een buitenwijk van de Noord-Tanzaniaanse stad Arusha komen dertien mensen om bij de instorting van een steengroeve.
- Volgens het Syrische Mensenrechtenobservatorium was de afgelopen maand maart met iets meer dan 6000 doden de bloedigste maand sinds met begin van de Syrische Burgeroorlog. Een derde van de slachtoffers zouden burgers zijn.
- In Yangon, de hoofdstad van Myanmar, komen dertien kinderen om door verstikking bij een brand in een moskee.
- In Bangladesh raken minstens vijftig mensen gewond wanneer betogers tegen de regering een passagierstrein laten ontsporen.
- Voor het eerst sinds november, toen een wapenstilstand was afgesproken met Hamas, voert Israël weer luchtaanvallen uit op de Gazastrook, nadat vanuit het gebied een raket was afgevuurd.
- Minstens zeven mensen komen om wanneer in de Braziliaanse stad Rio de Janeiro een autobus van een brug valt.
- De Cypriotische minister van Financiën, Michalis Sarris, geeft zijn ontslag naar aanleiding van een onderzoek naar de oorzaak van de bankencrisis in het land.
- Bij een aanval van een vijftigtal gewapende mannen op een elektriciteitscentrale in een buitenwijk van Pesjawar, in het noordwesten van Pakistan, komen zeven mensen om het leven.

### 3 april
- Het financieel schandaal Offshore leaks breekt uit.
- Noord-Korea verbiedt Zuid-Koreanen de toegang tot het gezamenlijk beheerde industrieel complex bij Kaesŏng, waardoor de spanning in Korea opnieuw oploopt.
- Bij een gasontploffing in een gebouw in het Franse Witry-lès-Reims komen vier mensen om het leven.
- Bij een frontale botsing tussen twee bussen even buiten de Nigeriaanse hoofdstad Abuja komen minstens achttien mensen om het leven.
- Minstens zes mensen komen om en meer dan zeventig anderen raken gewond bij een aanval van de taliban op een rechtbank in de Afghaanse stad Farah.
- Haris Georgiades legt de eed af als nieuwe minister van Financiën van Cyprus. Zijn voorganger Michalis Sarris stapte de dag ervoor op, na de start van een onderzoek naar de oorzaak van de financiële crisis in het land.

### 4 april
- Een dag voor de start van nieuwe onderhandelingen in Kazachstan verdedigt Iran bij monde van zijn onderhandelaar Saeed Jalili zijn recht op het verrijken van uranium.
- Minstens 72 personen komen om bij de instorting van een illegaal gebouwd flatgebouw in de Indiase stad Thane, de grootste voorstad van Mumbai.

### 5 april
- Een bomaanslag in de stad Alingar, in de Afghaanse provincie Laghman, waarbij de bom verborgen zat in een tas op de rug van een ezel, doodt één politieagent en verwondt drie omstanders.
- Bij een schietpartij in een kinderdagverblijf in de Canadese stad Gatineau komen twee mensen om het leven.
- Minstens zestig mensen komen om wanneer bij het Nigeriaanse dorpje Ugbogui op de Benin-Ore-autoweg een tankauto ontploft nadat een vrachtwagen erop was ingereden. Onder meer een autobus met ongeveer 56 inzittenden wordt getroffen door de explosie.
- In de Irakese steden Baquba en Hilla komen zeven mensen om bij aanslagen en gewapende aanvallen.
- Acht mensen komen om bij gevechten tussen boeddhisten en moslims uit Myanmar in een opvangcentrum voor immigranten in Indonesië.

### 6 april
- De Franse inlichtingendienst DCRI dwingt een moderator van de Franstalige Wikipedia een artikel over een militair zendstation te verwijderen; daardoor komt dat zendstation juist in de aandacht (het streisandeffect).
- In Bangladesh komen duizenden islamistische betogers op straat om wetten tegen godslastering te eisen, die onder andere de doodstraf zouden inhouden voor atheïsten en bloggers die de islam beledigen.
- Topbankiers van de Cypriotische Bank of Cyprus blijken bewijsmateriaal van wantoestanden bij de bank van hun computers gewist te hebben.
- In de Irakese stad Baquba vallen minstens 30 doden en 60 gewonden bij een zelfmoordaanslag tijdens een verkiezingsbijeenkomst.
- De onderhandelingen in de Kazachse stad Almaty tussen Iran en zes grootmachten over het Iraanse nucleaire programma eindigen na twee dagen gesprekken zonder akkoord.
- In Libanon wordt Tammam Salam, een lid van de prowesterse oppositie, benoemd tot nieuwe eerste minister. Salam moet een nieuwe regering van nationale eenheid vormen.
- Bij geweld tussen moslims en christenen ten noorden van de Egyptische hoofdstad Caïro vallen vijf doden.
- Vijf Amerikanen, onder wie drie militairen en een diplomate, komen om bij een aanslag met een autobom in de Afghaanse provincie Zabul. De taliban eisen de verantwoordelijkheid op.
- In de Irakese stad Baquba vallen minstens 30 doden en 60 gewonden bij een zelfmoordaanslag tijdens een verkiezingsbijeenkomst.
- Elf mensen komen om bij de aanval op een dorp in de Nigeriaanse staat Adamawa. Er wordt vermoed dat de islamitische sekte Boko Haram achter de aanval zit.

### 7 april
- De Zwitser Fabian Cancellara wint de 111e editie van wielerklassieker Parijs-Roubaix voor de Belg Sep Vanmarcke.
- In Montenegro gaan de stembureaus open voor de presidentsverkiezingen waarbij uittredend president Filip Vujanović het opneemt tegen Miodrag Lekić.
- Bij een luchtaanval van het Syrische leger op een volkswijk in Aleppo komen minstens vijftien burgers, onder wie negen kinderen, om het leven.
- Bij rellen in de Egyptische hoofdstad Caïro na afloop van de begrafenis van vier Egyptische christenen vallen minstens één dode en 29 gewonden.

### 8 april
- Volgens de officiële uitslagen van de presidentsverkiezingen in Montenegro blijft Filip Vujanović president.
- Servië aanvaardt het voorstel van de Europese Unie over de normalisering van de relaties met Kosovo niet, hoewel dit een voorwaarde is voor het opstarten van onderhandelingen over de toetreding tot de Europese Unie.
- In de Afghaanse provincie Wardak komen negen mensen om en raken 22 anderen gewond wanneer hun bus op een bom rijdt.
- Bij een bomaanslag in de Syrische hoofdstad Damascus vallen vijftien doden en meer dan vijftig gewonden.
- De Wereldgezondheidsorganisatie bevestigt dat er geen bewijs is dat het nieuwe vogelgriepvirus H7N9, dat in China al geleid heeft tot 21 besmettingen en zes doden, van mens op mens kan worden overgedragen.
- Noord-Korea trekt al zijn arbeiders terug uit het bedrijventerrein bij Kaesŏng, dat het samen met Zuid-Korea beheert. De Noord-Koreaanse regering houdt in beraad of het industrieel complex wordt opgeheven.
- Bij een overval op twee geldtransporten op de snelweg ter hoogte van het Noord-Italiaanse plaatsje Turate wordt tien miljoen euro buitgemaakt.

### 9 april
- De Amerikaanse miljardair Leonard Lauder, zoon van Estée Lauder, schenkt een collectie van 78 kubistische schilderijen van onder anderen Pablo Picasso, Georges Braque en Juan Gris ter waarde van een miljard dollar aan het Metropolitan Museum of Art in New York.
- Iran wordt getroffen door een aardbeving met een kracht van 6,3 op de schaal van Richter. Het epicentrum ligt op 89 km ten zuidoosten van de stad Bushehr, de belangrijkste havenstad van het land. Er zijn minstens 37 doden en 800 gewonden.
- In de collegezalen van het Lone Star College in Cypress in de Amerikaanse staat Texas worden ten minste 14 mensen neergestoken.
- Noord-Korea raadt buitenlanders in Zuid-Korea aan het land te verlaten voor het geval er een oorlog uitbreekt.
- In Servië richt een zestigjarige man in het dorp Velika Ivanča een bloedbad aan wanneer hij minstens dertien mensen doodschiet. De regering kondigt een dag van nationale rouw af.
- Het Pakistaanse leger meldt dat de afgelopen dagen 23 soldaten en een honderdtal islamitische rebellen zijn gedood bij gevechten in het noordwesten van het land, tegen de grens met Afghanistan.
- In het zuiden van Nigeria worden elf van de twaalf politieagenten die het voorgaande weekend waren ontvoerd, dood teruggevonden.
- In de Zuid-Soedanese provincie Jonglei worden bij een hinderlaag minstens twaalf mensen gedood, onder wie vijf Indiase VN-blauwhelmen.

### 10 april
- Volgens een rapport van de mensenrechtenorganisatie Human Rights Watch maakt de Syrische luchtmacht zich schuldig aan oorlogsmisdaden omdat zij willekeurige aanvallen uitvoert op burgers.
- Het Rode Kruis meldt dat in Kenia sinds 20 maart al 32 mensen zijn omgekomen door overstromingen ten gevolge van overvloedige regen. Meer dan 18.000 mensen zijn hun huis moeten ontvluchten.
- De Zuid-Koreaanse overheid meldt dat Noord-Korea verantwoordelijk is voor de cyberaanvallen van 20 maart op de netwerken van Zuid-Koreaanse banken en televisiestations.
- Bij een offensief van het Syrische leger tegen twee dorpen in het gouvernement Daraa komen minstens 57 mensen om.
- Het Uruguayaanse parlement keurt met 71 van de 92 stemmen een wet goed die het toelaat dat twee mensen van hetzelfde geslacht met elkaar trouwen.

### 11 april
- De Amerikaanse Senaat begint aan een debat over een strengere wapenwet.
- In het Franse plaatsje Harly, nabij de stad Saint-Quentin, worden 180 graven ontdekt die dateren uit de Merovingische tijd.
- Tienduizenden studenten protesteren in de Chileense hoofdstad Santiago en in andere steden in het land om de sociale ongelijkheid in het onderwijs aan te klagen en om hervormingen te eisen.
- Het Duitse concern Siemens meldt dat het in zijn industriesector 3000 banen zal schrappen.
- Tijdens hun jaarlijkse bijeenkomst veroordelen de ministers van Buitenlandse Zaken van de G8 de provocaties door Noord-Korea.
- De Palestijnse premier Salam Fayyad dient zijn ontslag in bij president Mahmoud Abbas.
- Minstens veertien mensen komen om bij verschillende schietpartijen in het westen van Mexico, onder andere in Apatzingán en Múgica.
- Eurojust meldt dat het een crimineel Albanees netwerk heeft opgerold dat handelde in drugs en mensen smokkelde voor prostitutie. Negentien mensen zijn opgepakt, in Albanië, Frankrijk en Italië. Eerder waren in België en Nederland ook al twee aanhoudingen verricht.
- Tepco, het bedrijf dat de kerncentrale van de Japanse stad Fukushima beheert, meldt dat door een lek tijdens pompwerken ongeveer 22 liter radioactief water in de aarde is getrokken.

### 12 april
- De Congolese overheid start een onderzoek naar 126 verkrachtingen die zouden gepleegd zijn in november 2012 door soldaten van het regeringsleger, toen zij vluchtten voor de M23-beweging.
- Op een campus van het New River Community College in Christiansburg, in de Amerikaanse staat Virginia, vindt een schietpartij plaats waarbij twee vrouwen gewond raken.
- In Kidal, een stad in het noordoosten van Mali komen drie Tsjadische soldaten om bij een zelfmoordaanslag op een markt.
- Bij bomaanslagen tegen twee soennitische moskeeën in de Irakese stad Baquba vallen minstens zestien doden en 31 gewonden.

### 13 april
- Voor het eerst in de geschiedenis is een vrouw met een getransplanteerde baarmoeder zwanger. De Turkse Derya Sert (22), die werd geboren zonder baarmoeder, onderging in 2011 een transplantatie van de baarmoeder en is via in-vitrofertilisatie zwanger geworden.
- In de Centraal-Afrikaanse Republiek wordt rebellenleider Michel Djotodia door de Nationale Overgangsraad tot nieuwe president verkozen.
- De ministers van Financiën van de eurozone geven zeven jaar extra aan Portugal en Ierland om hun noodkredieten terug te betalen.
- Minstens 33 personen komen om wanneer in het noorden van Peru, in de regio La Libertad, een bus in een ravijn valt.
- Een Boeing 737 van de Indonesische lowbudgetmaatschappij Lion Air schuift van de landingsbaan op de luchthaven Ngurah Rai op Bali en belandt in zee. Iets meer dan twintig mensen raken gewond. Er vallen geen doden.
- In de Egyptische hoofdstad Caïro start het proces tegen voormalig president Hosni Moebarak voor beschuldigingen van corruptie en samenzwering. Vorig jaar werd hij al tot levenslang veroordeeld voor zijn verantwoordelijkheid voor de doden tijdens de Egyptische Revolutie van 2011, maar dat vonnis werd ongedaan gemaakt omwille van procedurefouten. Enkele minuten na de start trekt de bevoegde rechter zich terug en verwijst het dossier door naar een hof van beroep.
- Na een renovatie van bijna 10 jaar is het Rijksmuseum in Amsterdam weer officieel geopend voor publiek.

### 14 april
- Een Poolse bus met 39 Russische inzittenden rijdt door de vangrail van de E34 bij het Belgische Ranst en stort een dal in; vijf doden.
- De Ethiopische langeafstandsloper Tilahun Regassa is met 2:05.38 de snelste in de 33e editie van de marathon van Rotterdam. Bij de vrouwen zegeviert de Keniase Jemima Jelagat in een tijd van 2:23.27.
- Nicolás Maduro wint de presidentsverkiezingen in Venezuela.
- Bij terroristische aanslagen op het hooggerechtshof en nabij de luchthaven in de Somalische hoofdstad Mogadishu komen minstens 25 mensen om.
- Bij een verkeersongeval op de E34 in het Belgische plaatsje Oelegem, waarbij een autobus met Russische jongeren op schoolreis van een viaduct stort, komen vijf mensen om het leven.
- In Kortrijk overlijdt Marcella Pattyn, de laatste nog levende begijn.

### 15 april
- Bij twee explosies tijdens de Boston Marathon vallen drie doden en meer dan honderd gewonden.
- In Venezuela komen vier mensen om bij politiek geweld tussen voor- en tegenstanders van de nieuwe president Nicolás Maduro.

### 16 april
- In de Iraanse provincie Sistan en Beloetsjistan, bij de grens met Pakistan, vindt een aardbeving plaats met een kracht van 7,8 op de schaal van Richter. Aan Pakistaanse zijde vallen 34 doden en 115 gewonden, in Iran 1 en 12.
- Brieven met het zware gif ricine worden gestuurd naar president Barack Obama en de Republikeinse senator Roger Wicker.

### 17 april
- In het dorp West (Texas) vindt een explosie in een kunstmestfabriek plaats, waarbij 14 doden en ruim 200 gewonden vallen, en een groot deel van het plaatsje wordt verwoest.
- Het parlement in Nieuw-Zeeland stemt in derde en laatste instantie in met de invoering van het homohuwelijk in het land.

### 19 april
- In Watertown, een voorstad van de Amerikaanse stad Boston, jaagt de politie op de vermoedelijke daders van de bomaanslagen tijdens de marathon van 15 april. Het gaat om twee broers van Tsjetsjeense afkomst. De oudste broer wordt doodgeschoten, de jongste wordt na een klopjacht van 28 uur gearresteerd.
- Na maandenlang onderhandelen bereiken Servië en Kosovo een akkoord over het normaliseren van hun betrekkingen.
- In Bahrein komen tienduizenden mensen op straat om politieke hervormingen te eisen.
- Bij rellen in de Egyptische hoofdstad Caïro tussen duizenden voor- en tegenstanders van de regeringspartij vallen 29 gewonden.
- Ten zuiden van Malta redden de Italiaanse en Maltese autoriteiten meer dan 150 bootvluchtelingen uit Noord-Afrika.
- De verkrachting van een vijfjarig meisje leidt in de Indiase hoofdstad New Delhi opnieuw tot openbaar protest.
- Bij een schipbreuk op de Braziliaanse rivier de Ariri in de deelstaat Pará komen minstens vier mensen om.

### 20 april
- Giorgio Napolitano wordt herverkozen als president van Italië.
- Een aardbeving van 7,0 op de schaal van Richter in de streek rond Ya'an, in de Chinese provincie Sichuan, kost het leven aan minstens 197 mensen. Meer dan elfduizend mensen raken gewond.
- Bij een explosie voor een ziekenhuis in de Pakistaanse stad Khar, in het district Bajaur, komen vier mensen om.
- Bij een urenlang vuurgevecht dat begonnen was op vrijdagavond tussen het Nigeriaanse leger en moslimextremisten bij de stad Baga vallen ten minste 185 doden.

### 21 april
- De kopstukken van de Italiaanse Democratische Partij (Pier Luigi Bersani, partijvoorzitter Rosy Bindi en partijleider Enrico Letta) stappen op vanwege de onsuccesvolle presidentsverkiezingen.
- De presidentsverkiezingen in Paraguay worden gewonnen door Horacio Cartès van de rechtse Coloradopartij.
- In Parijs betogen duizenden mensen tegen het homohuwelijk, twee dagen vóór de Assemblée nationale de wet naar verwachting zal goedkeuren.
- Zes Afghaanse politieagenten komen om bij een aanval van talibanstrijders op een politiepost in het zuidoosten van de provincie Ghazni.
- Vier soldaten komen om bij een bomaanslag op een militair konvooi nabij de stad Mirali in de Pakistaanse streek Noord-Waziristan.

### 22 april
- De Canadese inlichtingendiensten melden dat zij een aanslag van Al Qaida op een passagierstrein tussen Toronto en New York hebben verijdeld.
- In hoger beroep bekrachtigt het Hof van Discipline het besluit van de Raad van Discipline dat de Nederlandse advocaat Bram Moszkowicz zijn functie niet langer mag uitoefenen.

### 23 april
- De Franse Assemblée nationale keurt de wet op het homohuwelijk met een grote meerderheid goed. Frankrijk is het veertiende land ter wereld waar mensen van het gelijke geslacht met elkaar mogen trouwen.
- Bij bomaanslagen in de Pakistaanse steden Karachi en Quetta vallen acht doden en tientallen gewonden.
- De Franse ambassade in de Libische hoofdstad Tripoli wordt getroffen door een bomauto, die heel wat materiële schade veroorzaakt. Twee wachters raken gewond.

### 24 april
- De minaret van de Grote moskee van Aleppo, die dateert uit 715 en een belangrijk bouwwerk is in de historische, op de Werelderfgoedlijst staande binnenstad, stort in.
- Een groep Uruguayaanse wetenschappers maakt de geboorte bekend van genetisch gemanipuleerde schapen die oplichten onder ultraviolet licht. De schapen werden gemodificeerd met het fluorescent gen van een kwal.
- De Italiaanse president Giorgio Napolitano vraagt aan Enrico Letta, de plaatsvervangend leider van de Democratische Partij, een regering te vormen.
- Het noorden van Afghanistan wordt getroffen door een aardbeving met een kracht van 5,7 op de schaal van Richter. Het epicentrum ligt 25 kilometer ten noordwesten van de stad Jalalabad. Minstens negen mensen komen om en meer dan honderd mensen raken gewond.
- Bij een busongeval ten noorden van de Zuid-Afrikaanse stad Durban komen acht schoolkinderen om.
- Vijftien mensen komen om in Irak bij geweld in de buurt van de plaatsen Souleimane Bek, Khales en Mosoel.
- Minstens 21 personen, waaronder enkele politieagenten, komen om bij geweld in de Chinese regio Xinjiang.
- In Savar, een stad in Bangladesh, stort een industrieel complex in; meer dan duizend mensen komen om, er vallen ruim 2500 gewonden.

### 25 april
- Gedeeltelijke maansverduistering, zichtbaar in Europa, Afrika, Azië en Australië.[1]
- Minstens negentien mensen komen om bij geweld tussen de politie en soennieten in Mosoel in Irak.

### 26 april
- Bij een brand in een psychiatrisch ziekenhuis in de buurt van Russische hoofdstad Moskou komen minstens 38 mensen om het leven.

### 27 april
- De IJslandse parlementsverkiezingen worden gewonnen door de conservatieve Onafhankelijkheidspartij.
- Human Rights Watch maakt bekend dat in maart en april minstens 84 burgerdoden zijn gevallen bij raket- en luchtaanvallen van het Syrische leger in het gouvernement Aleppo. Er zijn ook aanwijzingen dat het leger verboden clusterbommen gebruikt.
- De Italiaanse formateur Enrico Letta stelt zijn lijst met ministers voor aan president Giorgio Napolitano. De nieuwe regering bestaat uit de Democratische Partij, Il Popolo della Libertà van Silvio Berlusconi en Scelta Civica van Mario Monti.
- Bij twee bomaanslagen in de Pakistaanse stad Karachi vallen vijf doden en ruim veertig gewonden.
- De Nederlandse omroep MAX staakt het uitzenden van de krimi Derrick na onthullingen over het oorlogsverleden van hoofdrolspeler Horst Tappert.
- Bij rellen in de La Pila-gevangenis in de Mexicaanse stad San Luis Potosí komen minstens elf gevangenen om.
- Bij een vliegtuigcrash in het zuiden van Afghanistan komen vier NAVO-soldaten om het leven.

### 28 april
- De nieuwe Italiaanse regering van premier Enrico Letta wordt ingezworen op het presidentieel paleis. Hiermee komt een einde aan twee maanden van politieke impasse in het land. Van de 21 ministers zijn er zeven vrouw, een recordaantal voor Italië.
- Drie mensen komen om en veertien raken gewond bij de instorting van een appartementsgebouw in de Franse stad Reims.
- Minstens vijf mensen komen om het leven wanneer een kleine hangbrug instort in de Thaise stad Ayutthaya.
- In Rome schiet een man twee politieagenten neer voor het kantoor van de Italiaanse premier.
- Bij een aanslag op de kantoren van een onafhankelijke verkiezingskandidaat in de Pakistaanse stad Kohat in de noordelijk provincie Khyber-Pakhtunkhwa vallen minstens vijf doden.

### 29 april
- Een zware explosie in het centrum van de Tsjechische hoofdstad Praag verwondt minstens veertig personen en veroorzaakt veel materiële schade.
- De Syrische premier Wael Nader al-Halqi overleeft een bomaanslag in de hoofdstad Damascus.
- Aanslagen met autobommen in Irak, onder andere in de steden Amarah, Al Diwaniyah en Karbala, kosten het leven aan minstens 25 mensen.
- Bij de crash van een vrachtvliegtuig bij de luchthaven van de stad Baghram in Afghanistan komen zeven mensen om het leven.

### 30 april
- Beatrix treedt in Amsterdam af als koningin der Nederlanden. Zij wordt opgevolgd door koning Willem-Alexander.
- Het Cypriotische parlement keurt met een kleine meerderheid van 29 tegen 27 stemmen het hulpprogramma van 10 miljard euro aan het land goed.
- Bij de ontploffing van een autobom in een handelswijk van de Syrische hoofdstad Damascus vallen minstens dertig doden en zeventig gewonden.
- Een bermbom doodt drie NAVO-soldaten in het zuiden van Afghanistan.
- In de Golf van Guinee overvallen piraten een Duits containerschip en ontvoeren zij vijf bemanningsleden.
- Vijf mensen komen om bij een Syrische luchtaanval in de buurt van een grensovergang met Turkije.
- Zes mensen komen om bij een vliegtuigcrash nabij het plaatsje Morelos in de Mexicaanse deelrepubliek Zacatecas.

## Overleden
<< · januari · februari · maart · april · mei · juni · juli · augustus · september · oktober · november · december · >>